# Boy Meets Boy
Boy Meets Boy é um romance para jovens adultos de David Levithan, publicado em 2003. A obra é situada em uma pequena cidade gay na América e descreve algumas semanas na vida de um grupo de estudantes do ensino médio. Como o título sugere, a história central segue o enredo padrão romântico geralmente conhecido como "garoto encontra garota, garoto perde garota, garoto reencontra garota", exceto que os personagens principais são os dois garotos, o narrador Paul e o recém-chegado Noah. O romance ganhou um Lambda Literary Award.

## Sinopse
Paul estuda em uma escola nada convencional. Líderes de torcida andam de moto, a rainha do baile é uma quarterback drag-queen e a aliança entre gays e héteros ajudou os garotos héteros a aprenderem a dançar. Paul conhece Noah, o cara dos seus sonhos, mas estraga tudo de forma espetacular.
E agora precisa vencer alguns desafios antes de reconquistá-lo: ajudar seu melhor amigo a lidar com os pais ultra religiosos que desaprovam sua orientação sexual, lidar com o fato de a sua melhor amiga estar namorando o maior babaca da escola e, enfim, acreditar no amor o bastante para recuperar Noah.

## Personagens

### Personagens principais
- Paul: Paul é o narrador, um estudante do segundo ano. Paul é abertamente gay e sabe disso desde que ele estava no jardim de infância, e seus amigos e familiares todos o aceita. Ele tem muitos amigos e geralmente é bem querido. Ele viveu em sua cidade toda a sua vida e não consegue se imaginar morando em outro lugar.
- Noah: Noah é um recém-chegado na cidade, tendo vivido em quatro lugares diferentes nos últimos dez anos, e o interesse amoroso de Paul. Ele tem olhos verdes bem fechados, cabelos desgrenhados e uma marca de nascença em forma de vírgula no pescoço. Enquanto ele é atraído por Paul, ele é cauteloso sobre relacionamentos depois que seu primeiro e único namorado (cujo nome é Pitt) o traiu. Ele é interessado em fotografia e pintura.
- Joni: Joni é a melhor amiga de Paul desde a primeira série. Ela está saindo com Ted desde a quinta série, mas começa a sair com Chuck durante a narrativa do romance.
- Tony: Tony é o um outro melhor amigo de Paul, que mora em uma cidade vizinha. Tony e Paul se conheceram em uma viagem à cidade dois anos antes do início do romance e se tornaram amigos muito próximos. Paul sabe que eles não deveriam se apaixonar um pelo outro, mas 'uma parte dele ainda cai de esperanças por isso'. Os pais de Tony são religiosos e homofóbicos e, embora sejam sufocantemente protetores e esperam que possam encontrar uma maneira de mudar sua sexualidade. No final do romance, Tony desenvolve um relacionamento com Kyle, que, como ele, luta para aceitar sua orientação sexual.
- Kyle: Kyle é o ex-namorado de Paul, que é atraído por homens e mulheres, mas não gosta da palavra "bissexual". O livro passa um ano após o relacionamento de Kyle e Paul, que terminou mal porque Kyle disse a seus colegas de escola que Paul o enganou para ser gay. Depois de pedir desculpas a Paul sobre sobre seu comportamento passado, ele começa a reconstruir seu relacionamento. Mas Paul acaba rejeitando-o porque ele só gosta dele como amigo. Kyle acaba aceitando isso e começa a conhecer Tony.

### Personagens secundários
- Chuck: Chuck, um jogador de futebol, é o novo namorado de Joni. Ele não é especialmente inteligente, e depois que sua paixão por Infinite Darlene acabou não sendo correspondida, ele foi um pouco abusivo em relação a ela.
- Claudia: Claudia é a irmã mais nova de Noah, com cerca de treze anos. Claudia parece muitas vezes mal-humorada e desconfiada de Paul.
- Jay: Jay é o irmão mais velho de Paul, um veterano. Enquanto Jay gosta de provocar Paul.

Infinite Darlene: Infinite Darlene, que costumava ser um garoto chamado Daryl Heisenberg, mas que floresceu desde o início do cross-dress, é tanto o quarterback quanto a rainha do baile. Ela tem uma personalidade maior que a vida e é intensa tanto em amizade quanto em inimizade.
- Ted: Ted é o ex-namorado de Joni (Paul afirma que eles se separaram um total de doze vezes). Ele é descrito como inteligente e bonito, mas um pouco absorto em si mesmo e um mestre da ignorância. Ele está extremamente irritado com Chuck por namorar Joni.

## Recepção
Boy Meets Boy recebeu muitas críticas focadas na natureza do livro em comparação com a realidade. David Levithan, autor do livro, disse: "Eu tento refutar o clichê o máximo possível". Ele disse que escrever livros sobre adolescentes na comunidade gay "não é o desconhecido mais assustador". Sendo ele próprio gay, Levithan tentou ao máximo "ter a chance de se conectar com seus leitores", sentindo-se "como se [seus] leitores estivessem felizes em explorar aonde quer que [ele] quisesse ir." Boy Meets Boy foca na comunidade gay através dos olhos de um adolescente através de um ambiente "deliciosamente invertido, pró-gay". "[O livro é] uma história otimista sobre aceitação e amor adolescente muito antes de o elenco todo de Glee chegar cantado na TV," visto que Boy Meets Boy foi publicado em 2003.
Lambda Literary incluíu o livro entre as 10 Leituras para Adolescentes LGBT (dos últimos 10 anos) chamando-a de "Um doce história de amor para o dia dos namorados "